# Jaignes
Jaignes és un municipi francès, situat al departament de Sena i Marne i a la regió de Illa de França. L'any 2007 tenia 329 habitants.
Forma part del cantó de La Ferté-sous-Jouarre, del districte de Meaux i de la Comunitat de comunes del Pays de l'Ourcq.

## Demografia

### Població
El 2007 la població de fet de Jaignes era de 329 persones. Hi havia 116 famílies, de les quals 24 eren unipersonals (4 homes vivint sols i 20 dones vivint soles), 20 parelles sense fills, 56 parelles amb fills i 16 famílies monoparentals amb fills.
La població ha evolucionat segons el següent gràfic:
Habitants censats

### Habitatges
El 2007 hi havia 140 habitatges, 122 eren l'habitatge principal de la família, 10 eren segones residències i 8 estaven desocupats. 138 eren cases i 1 era un apartament. Dels 122 habitatges principals, 101 estaven ocupats pels seus propietaris, 13 estaven llogats i ocupats pels llogaters i 8 estaven cedits a títol gratuït; 11 tenien dues cambres, 7 en tenien tres, 25 en tenien quatre i 79 en tenien cinc o més. 96 habitatges disposaven pel capbaix d'una plaça de pàrquing. A 50 habitatges hi havia un automòbil i a 67 n'hi havia dos o més.

### Piràmide de població
La piràmide de població per edats i sexe el 2009 era:
| Homes | Edats   | Dones |
| ----- | ------- | ----- |
| 0     | 95 o +  | 0     |
| 0     | 90 a 94 | 0     |
| 0     | 85 a 89 | 0     |
| 0     | 80 a 84 | 4     |
| 4     | 75 a 79 | 16    |
| 0     | 70 a 74 | 8     |
| 12    | 65 a 69 | 8     |
| 4     | 60 a 64 | 4     |
| 0     | 55 a 59 | 0     |
| 12    | 50 a 54 | 16    |
| 16    | 45 a 49 | 12    |
| 24    | 40 a 44 | 16    |
| 12    | 35 a 39 | 8     |
| 12    | 30 a 34 | 20    |
| 0     | 25 a 29 | 8     |
| 4     | 20 a 24 | 4     |
| 8     | 15 a 19 | 8     |
| 12    | 10 a 14 | 12    |
| 12    | 5 a 9   | 28    |
| 8     | 0 a 4   | 12    |

## Economia
El 2007 la població en edat de treballar era de 217 persones, 173 eren actives i 44 eren inactives. De les 173 persones actives 155 estaven ocupades (82 homes i 73 dones) i 18 estaven aturades (12 homes i 6 dones). De les 44 persones inactives 6 estaven jubilades, 19 estaven estudiant i 19 estaven classificades com a «altres inactius».

### Ingressos
El 2009 a Jaignes hi havia 123 unitats fiscals que integraven 326 persones, la mediana anual d'ingressos fiscals per persona era de 22.993 €.

### Activitats econòmiques
Dels 7 establiments que hi havia el 2007, 2 eren d'empreses extractives, 2 d'empreses de construcció, 2 d'empreses de serveis i 1 d'una empresa classificada com a «altres activitats de serveis».
Dels 2 establiments de servei als particulars que hi havia el 2009, 1 era un guixaire pintor i 1 electricista.
L'any 2000 a Jaignes hi havia 6 explotacions agrícoles.

## Equipaments sanitaris i escolars
El 2009 hi havia una escola elemental integrada dins d'un grup escolar amb les comunes properes formant una escola dispersa.

## Poblacions més properes
El següent diagrama mostra les poblacions més properes.